# シマナガエナ
シマナガ エナ（8月19日 - ）は、日本のバーチャルYouTuber（以下「VTuber」）、バーチャルシンガー、イラストレーター、声優、Live2Dモデラー。クリエイターとしての別名義は「eNa」。フリーランス。愛称は「シマエナ」「エナちゃん」。

## 概要
キャラクターの設定は「白い森からVtuberの世界に迷い込んでしまった」シマエナガ。キャラクターデザインはeNa、ロゴ作成は黒猫しーた、キャラクターデザインの清書はイラストレーターのコナタエル、Live2Dモデルの制作はイラストレーター・VTuberの星野光が担当している。ファンネームは「白い森の子」。
2025年2月現在、YouTubeチャンネルにおいて、毎週月曜日19時の定期歌枠配信を中心に配信を行うとともに、毎月1回のYouTubeメンバーシップ限定配信を実施している。また、TwitchにおいてはFPSなどのゲーム実況配信を、bilibili動画においてはグッズ製作の作業配信などを行っている。また、シマナガエナとして、Skebにてボイスリクエストの依頼を受け付けている。
声優としても活動しており、外国人観光客向け日本語会話アプリ「Iago: Speak Japanese from Day One」のイメージキャラクター「Iako-chan（イアコちゃん）」のキャラクターボイスの担当や、ラジオドラマへも出演している。
また、クリエイター「eNa」としてSkebにてイラスト製作を受け付けてことに加え、北海道えりも町の「イラストレーターふるさと納税」にイラストレーターとして登録しており、返礼品である「襟裳岬」を背景としたえりも町のご当地イラストの製作を担当している。
つんく♂のリビルドプロジェクトにおいて「でっかい宇宙に愛がある」の歌唱担当を務めたほか、企業とのコラボ案件も多数実現しており、幅広く活躍している。
2023年12月24日クリスマスイブに3Dライブへの初参加を、2024年4月以降各種のリアルライブへも出演している。

## 人物
透明感のある歌声が特徴で、オリジナル楽曲やカバー楽曲の歌唱動画、雑談配信、実況プレイなどの幅広いジャンルの動画をYouTubeに投稿している。
親しみやすく話しかけやすいタイプであり、「こんえなー！今日も一日頑張ろう」といつもファンに語り掛けている

## 経歴
2019年
- 9月8日、YouTubeチャンネルを開設。
- 11月21日、デビュー配信を実施。
- 12月21日、初のオリジナル曲「Christmas carol」を発表

2020年
- 2月21日、初のカバー曲「Venom」 を発表
- 7月15日 - 8月31日、オリジナルソングCDの制作のためにクラウドファンディングを実施。
- 12月17日、匿名配送サービス・fansferのアンバサダーの1人に就任。

2021年
- 3月29日 - 4月11日、どこでもキャッチャーと通販ポータルサイト「三重のお宝マーケット」のコラボフェア「こんなの見つけた！三重のお宝マーケットフェア」に参加。
- 7月15日 - 8月31日、3Dモデルの制作のためにクラウドファンディングを実施。開始から3分で目標金額を達成。
- 8月21日、「つんく♂×ボカロP×VTuber」企画において、ザ☆ピ〜ス!収録作品リビルド作品として、『リビルドシリーズ①「でっかい宇宙に歌がある！」』のボーカリストの一人として参加し、同9月29日にリリースされ、iTunes等各種サブスクにおいて配信されている。
- 10月31日、M3-2021秋にて、作曲家Hmt2の発表したCD「ヴァリアス・ワールド」の収録曲として「愛しい運命ノ人」を発表。

2022年
- 1月22日、3Dお披露目配信を実施。
- 5月21日、2.5周年を記念した配信を実施。
- 10月30日、M3-2022秋にて、作曲家Hmt2の発表したCD「異世界旅行記(異世界トラベローグ)」の収録曲として「Lily」を発表。
- 11月21日　3周年記念配信を実施するとともに、オリジナル曲「ふたり」を発表、初の楽曲デジタルリリースを開始した。

2023年
- 2月1日、175°DENO担担麺とのコラボ企画「175°DENO担担麺 中華セット VTuber コラボ」に参加。2月2日にタンタンメンの食レポ配信を行うとともに、2/1(水)〜2/15(水)まで2週間の期間限定で特典グッズ付きの中華セット（担担麺、焼き餃子、小籠包）を通販購入可能となる。
- 7月24日、推し活マーケットにおいて7月24日～8月7日までのの期間限定で、日本茶専門店 Tea craft worksとの特典グッズ付きの日本茶・紅茶コラボセットの通販購入が開始。
- 8月9日、牛カルビ専門店「壽カルビ田條」の「牛カルビ2種食べ比べ＋プレミアム牛ハラミ」について食レポ、クーポンコードの紹介も同配信にて行った
- 8月18日、Nain社より、2023年8月18日～9月30日の期間限定で、オリジナル撮りおろしボイス実装のメッセージ読み上げスマートイヤフォン「Zeeny」を販売開始、当該イヤホンはオリジナルボイスの他、期間限定でシマナガエナの直筆サインや追加ボイスのキャンペーンが実施されている
- 8月19日、誕生日配信においてサイバーデザインの新衣装をお披露目
- 9月1日より、リラクゼーションドリンクの「CHILL OUT（チルアウト）」が期間限定でスポンサーに就任
- 9月24日、バーチャル物産展に出演、【食べる宝石】スイーツセットを紹介
- 9月24日から10月1日まで、taprizeにおいて限定グッズを入手できるオンラインガチャに参加、
- 11月21日、活動4周年記念配信を実施するとともに、4周年記念オリジナルソング「ディソナンス」を発表、同日、iTunes Storeエレクトロニック音楽ランキング（日本）3位にチャートイン
- 11月24日～12月16日の間、三重県四日市市の鳥焼き肉店【鳥番】にて鳥番VTuberコラボに参加、限定ステッカー付ぼんじり・砂肝セットに、青い池をイメージしたコラボドリンクを提供
- 12月24日、Vtuber真綿スピカさんが主宰する3Dライブ「Kira-Kira Xmas Live at MAWATA SPICA LAND in cluster」に出演

2024年
- 4月7日、「新宿motion」にて初のリアルライブとなる「voltage light」に出演
- 7月7日、VocaDuo2024参加楽曲「黎明のエトワール」のボーカルを担当
- 7月27日、渋谷「WOMB LOUNGE」にて「VIRTUAL PORT 8」に客演
- 8月7日、北海道えりも町の北海道えりも町の「イラストレーターふるさと納税」にイラストレーターとして登録、返礼品の製作を担当
- 8月7日、サンリオからリリースされたクリエイター支援事業、「Charaforio(キャラフォリオ)」に登録。シマナガエナのファン創作ガイドラインを発表
- 11月20日、シマエナガ雑貨の「ぴよ手帖」とのコラボ雑貨を販売
- 11月21日、活動5周年記念オリジナルソング「thrill me」を発表
- 11月30日、FEATコンテスト2024参加楽曲「きみがすき」ボーカルを担当
- 12月9日、愛知県の老舗酒造福井酒造とのコラボ企画においてオリジナルソング「thrill me」リリース記念コラボ梅酒を販売

2025年
- 2月8日、大阪市のライブハウス「hills パン工場」にて、リアルライブ「せれくてっど」に出演。
- 3月2日、秋葉原「トークライブ&バー from scratch」にて、リアルライブ「ぶいかふぇ♪ vol.94」に出演
- 4月27日、M3-2025春にて、作曲家Hmt2とのコラボユニット「ècru」を結成、ファーストミニアルバム『ècru』を発表。また同時に作曲家xenigata氏のシングル「Strugglin' for Dawn」にてオリジナル曲「蝶の白昼夢」を収録
- 6月21日、羽田空港とのコラボイベント「6/21 空港Vコラボ in 羽田空港」において、第３ターミナル４階「広小路」にてデジタルサイネージ及び等身大パネルが展示された。
- 6月16日～30日の間、仲田精肉店とのコラボイベント「第一回 バーチャル物産展肉祭り」に参加。「仲田精肉店」のお肉セットとオリジナルカトラリーが販売された
- 6月30日、調布FM「サカガミと魔法のラジオ」内ラジオドラマ「星影る場所」に出演
- 7月17～31日の間、キャラクター缶グッズの推カンとコラボ、3年保存のデニッシュ缶パンを販売。
- 7月26～31日の間、家庭料理居酒屋・あまてらす南阿佐ヶ谷にてコラボイベントに参加、スペシャルメニューやグッズ提供が行われた。
- 8月7日、出演したラジオドラマ「星影る場所」のオーディオブック配信が開始

## 出演

### インターネット番組
- #VTuberを発掘せよ（2020年12月21日[66]）
- 第3回V紅白（2020年12月26日[67]）
- ミュージックVステーション 〜Vの歌で梅雨空にさよならを〜（2021年6月27日[68]）
- Creator’s Ability -電脳影像空間- #202（2021年8月1日[69]）
- Vハロカフェ　第４弾オンライントークライブ（2022年11月13日～12月13日）[70]

### イベント
- 5CC akiba（2020年2月22日[71]）
- Vtu”Bar”~Sapporo ROG-INN Vtuber~Vol.24 DAY1（2021年1月10日[72]）
- ライブフロンティア vol.3（2021年4月25日[73]）
- わくわく!VTuberひろば おんらいん Vol.13（2021年12月26日[74]）
- Kira-Kira Xmas Live at MAWATA SPICA LAND in cluster（2023年12月24日[75]）
- voltage light（リアルライブ）（2024年4月7日）[76][77]
- VIRTUAL PORT 8（リアルライブ、客演）（2024年7月27日）[45]
- せれくてっど（リアルライブ）（2025年2月8日）[53]
- ぶいかふぇ♪vol.94（リアルライブ）（2025年3月2日）[54]
- 空港Vコラボ in 羽田空港（2025年6月21日）[57]

### キャラクターボイス
- Iako-chan（イアコちゃん）…外国人観光客向け日本語会話アプリのイメージキャラクター[7][8]
- フィオ、ナレーション…調布FM「サカガミと魔法のラジオ」内ラジオドラマ「星影る場所」[78][79]

## 作品
出典：

### バーチャルYouTuber
キャラクターデザインとLive2Dモデルの制作の両方を担当。
- 星海カノ
- 鮫嶌ツユリ
- 月嶋夜澄

### 衣装デザイン
- Re:Alt

## ディスコグラフィ
| タイトル   | 公開日         | 収録楽曲                                    | 備考                                                    |
| ---------- | -------------- | ------------------------------------------- | ------------------------------------------------------- |
| かぎろひ。 | 2020年11月21日 | 1. かぎろひ。 2. カペラ。 3. よるのワルツ。 | 1周年記念シングル。 タイトルチューン以外は 未公開楽曲。 |

| タイトル | 公開日        | 収録楽曲                                                | 備考                               |
| -------- | ------------- | ------------------------------------------------------- | ---------------------------------- |
| ècru     | 2025年4月27日 | 1. SnowFairy Wondertale 2. うぉーあいにーちゅん 3. Melt | 初のミニアルバム。 YouTube未公開。 |

| 番号 | タイトル             | 公開日         | 作詞・作曲                                      | 備考                 |
| ---- | -------------------- | -------------- | ----------------------------------------------- | -------------------- |
| 01   | Christmas carol      | 2019年12月21日 | 作詞・作曲：歓喜[KANKI]                         |                      |
| 02   | 桜咲く頃             | 2020年4月12日  | 作詞・作曲：歓喜[KANKI]                         |                      |
| 03   | 祈り~inori~          | 2020年5月3日   | 作詞：ミズノユク＆シマナガエナ/作曲：ミズノユク |                      |
| 04   | かぎろひ。           | 2020年11月21日 | 作詞・作曲： 難波研                             | [ 注釈 1 ]           |
| 05   | カペラ。             | 2020年11月21日 | 作詞・作曲： 難波研                             | [ 注釈 2 ]           |
| 06   | よるのワルツ。       | 2020年11月21日 | 作詞・作曲： 難波研                             | [ 注釈 3 ]           |
| 07   | Melon Cream Soda     | 2021年8月19日  | 作詞・作曲：まさるまる                          | [ 注釈 4 ]           |
| 08   | ふたり。             | 2022年11月21日 | 作詞・作曲：難波研                              | デジタル楽曲リリース |
| 09   | ディソナンス         | 2023年11月21日 | 作詞：シマナガエナ/作曲：黒うさぎ               | デジタル楽曲リリース |
| 10   | thrill me            | 2024年11月21日 | 作詞：シマナガエナ/作曲：Hmt2                   | デジタル楽曲リリース |
| 11   | SnowFairy Wondertale | 2025年4月27日  | 作詞：Hmt2、SHiKiHo/作曲：Hmt2                  | [ 注釈 5 ]           |
| 12   | うぉーあいにーちゅん | 2025年4月27日  | 作詞：シマナガエナ/作曲：Hmt2                   | [ 注釈 6 ]           |
| 13   | Melt                 | 2025年4月27日  | 作詞：作曲：Hmt2                                | [ 注釈 7 ]           |

| タイトル               | 公開日         | 歌唱                                                                                                 | 備考 |
| ---------------------- | -------------- | --- | --- |
| ほしわたり。～絆現し～ | 2019年10月27日 | シマナガエナ                                                                                         | 作曲家「難波研」の公式YouTubeチャンネルにて公開されたオリジナル楽曲。                                                               |
| mellow.                | 2021年7月13日  | シマナガエナ                                                                                         | 作曲家「難波研」の公式YouTubeチャンネルにて公開されたオリジナル楽曲。                                                               |
| でっかい宇宙に愛がある | 2021年9月22日  | 日向あんず、ぷろぽりす幸子、紡音れい、天曰ひよ、ぼすけ、シマナガエナ、譜奏棗、藤多柚衣、乃々花りあら | 「つんく♂×ボカロP×Vtuber」による作品『リビルドシリーズ①「でっかい宇宙に歌がある！」』の収録楽曲。モーニング娘。の同名楽曲のカバー。 |
| 愛しい運命ノ人         | 2021年10月31日 | シマナガエナ                                                                                         | 作曲家「Hmt2」が2021年秋M3にて発表したCD「ヴァリアス・ワールド」収録楽曲                                                            |
| Lily                   | 2022年10月30日 | シマナガエナ                                                                                         | 作曲家「Hmt2」が2022年秋M3にて発表したCD「異世界旅行記(異世界トラベローグ)」収録楽曲                                                |
| 永命なるエデン         | 2023年4月30日  | KOKOMI[MISLIAR]、ガリナミンV、シマナガエナ                                                           | 作曲家「アルマが遺した金枝篇」が2023年春M3にて発表した4作目のCD「光祭フローリア」収録楽曲                                           |
| 黎明のエトワール       | 2024年7月7日   | シマナガエナ                                                                                         | 『VocaDuo2024』参加楽曲、Music：Hmt2、Lyrics：玲音、Illust：魔宮マオ、Movie：はらとゆう による作品                                  |
| きみがすき             | 2024年11月30日 | シマナガエナ                                                                                         | 『FEATコンテスト2024』参加楽曲、Music:xenigata、Mix:スイ、Illustration:絵を描くしばいぬ、Movie:内蔵 による作品                      |
| 蝶の白昼夢             | 2025年4月27日  | シマナガエナ                                                                                         | 作曲家「xenigata」が2025年春M3にて発表したCD「Strugglin' for Dawn 」収録楽曲                                                        |

## 執筆
- VTuberギルド（『コンプティーク 2020年1月号増刊 Vティーク VOL.5』内に掲載）

## タイアップ
- どこでもキャッチャー（2021年6月21日 - 6月27日[94]）
- ウェブポン（2021年9月17日 - 9月26日[95]）
- PRIROLL（2022年5月17日[96] - ）
- 日本酒『芙蓉TSUKUYOMI』2022年08月19日22:00～2022年09月18日[97]
- PRIROLL2022年クリスマスケーキ[98]
- 175°DENO担担麺とのコラボ企画「175°DENO担担麺 中華セット VTuber コラボ」[29]
- 日本茶専門店 Tea craft worksとの特典グッズ付きの日本茶・紅茶コラボセット[30]
- Nain社よりオリジナル撮りおろしボイス実装のメッセージ読み上げスマートイヤフォン「Zeeny」[34]